# 청덕초등학교 낙진분교
청덕초등학교 낙진분교는 경상남도 합천군 청덕면 양진리 513에 있었던 초등학교 분교이다.

## 연혁
- 1938년 4월 1일 청덕제1공립심상소학교 앙진간이학교로 개교
- 1942년 5월 5일 청덕제1공립국민학교 앙진분교장 승격
- 1948년 4월 1일 낙진국민학교로 인가
- 1996년 3월 1일 낙진초등학교로 개칭
- 1999년 3월 1일 청덕초등학교 낙진분교장
- 1999년 9월 1일 청덕초등학교로 통폐합